# Juin 1922

## Événements
- Londres publie un Livre Blanc qui affirme qu’il n’y aura pas d’État Juif en Palestine mais seulement le développement d’une communauté juive avec ses propres institutions. L’autorité britannique mettra en place des institutions de libre-gouvernement auxquelles participeront Juifs et Arabes. Ces derniers ne seront associés à la politique mandataire que s’ils reconnaissent la déclaration Balfour.
- Guerre civile entre les troupes de l’État libre d'Irlande et l’IRA.

- 22 juin : Tourist Trophy sur l'Ile de Man.

- 24 juin : assassinat du ministre des Affaires étrangères allemand Walther Rathenau par des officiers nationalistes d'extrême droite (l'Organisation Consul).

- 26 juin, France : ouverture du premier congrès de la Confédération générale du travail unitaire.

- 28 juin : pacification de la Syrie mandataire. Gouraud met sur pied l’organisation administrative du pays. Il crée quatre États (Damas, Alep, Druzes et Alaouites), dirigés par des gouverneurs français assistés de conseils administratifs. Un haut-commissaire français basé à Beyrouth centralise la politique mandataire. Damas, Alep et le territoire Alaouite sont regroupés en une fédération syrienne sous la présidence d’un syrien, Subhi Barakat.

- 30 juin - 23 septembre[1] : plan Hughes-Peynado. Avant de se retirer, l’armée des États-Unis organise une garde nationale en République dominicaine et des élections pour 1924.

## Naissances
- 2 juin :
  - Jean-Marie Coldefy, journaliste, scénariste et réalisateur français († 23 juin 2008).
  - Juan Antonio Bardem, cinéaste espagnol († 30 octobre 2002).
- 3 juin : Alain Resnais, réalisateur français.
- 11 juin :
  - Alberto Bovone, cardinal italien, préfet de la Congrégation pour les causes des saints († 17 avril 1998).
  - Erving Goffman, sociologue américain d'origine canadienne († 19 novembre 1982).
- 19 juin : Aage Niels Bohr, physicien danois, Prix Nobel de physique en 1975.
- 20 juin : Jacques Duntze, aviateur et résistant français († 6 février 1995).
- 25 juin : Antonio Bienvenida (Antonio Mejías Jiménez), matador espagnol († 7 octobre 1975).
- 28 juin : Mauro Bolognini, réalisateur italien († 14 mai 2001).
- 29 juin : Irène Pétry, femme politique belge († 17 avril 2007).

## Décès
- 26 juin : Albert Ier de Monaco, prince souverain de la principauté de Monaco, explorateur et humaniste.
- 27 juin : El-Hadji Malick Sy, érudit et grand imam de la confrérie soufie tidjane sénégalais (° 25 février 1855).